# Neoseiulus yanineki
Neoseiulus yanineki är en spindeldjursart som beskrevs av Zannou, Zundel, Hanna och Moraes 2005. Neoseiulus yanineki ingår i släktet Neoseiulus och familjen Phytoseiidae. Inga underarter finns listade i Catalogue of Life.